# Malaltia de Paget de l'os
La malaltia de Paget de l'os (sovint només la malaltia de Paget) o osteïtis deformant hipertròfica (o solament osteïtis deformant), és la malaltia de Paget més comú. És un trastorn crònic que típicament fa que els ossos s'engrandeixin i deformin. La malaltia rep el nom de Sir James Paget, el cirurgià britànic que la va descriure per primera vegada el 1877. La deformitat i formació excessiva de teixit ossi que es produeix amb La malaltia de Paget pot causar a debilitar els ossos, produint dolor d'ossos, artrosi, deformitats i fractures.
La malaltia de Paget rarament és diagnosticada en persones menors de 40 anys. Els homes són més afectats que les dones. La prevalença de la malaltia de Paget és de l'1,5-8 per cent, depenent de l'edat i país de residència. La prevalença de la malaltia de Paget familiar (on més d'un membre de la família té la malaltia) varia del 10 al 40 per cent en diferents parts del món. Com que el diagnòstic precoç i el tractament és important, després de 40 anys, cal efectuar als germans i fills d'algú amb malaltia de Paget una anàlisi de fosfatases alcalines cada dos o tres anys. Si el nivell de la fosfatases alcalines és superior al normal, es poden realitzar altres exàmens, com fosfatases alcalines específiques d'os, gammagrafia òssia, o raigs X.